# حافلات دايو
شركة زايل دايو باص (هانغل: 대우 버 버스) هي شركة كورية جنوبية لصناعة الحافلات ومملوكة في الغالب من قبل شركة يونغ آن هات (Young-An Hat Company)، ومقرها في بوسان. تأسست في عام 2002 وذلك خلال إندماج شركة دايو للسيارات. وتستخدم هذه الحافلات في المقام الأول للنقل العام. دايو للحافلات هي ثاني أكبر مصنع للحافلات، حيث أقامت شراكة في عام 2006 مع جنرال موتورز دايو (الآن جنرال موتورز كوريا).

## العمليات

### الإنتاج الحالي
الشركات التابعة الرئيسية وشركاء دايو للحافلات هي:
- شركة زايل دايو باص (بوسان وألسان , كوريا الجنوبية)
- غويلين دايو (الصين)
- شانغهاي وانشيانغ دايو باص (الصين)
- دايو باص كوستاريكا أس.أي. (كوستاريكا)
- دايو باص فيتنام (هانوي، فيتنام)
- دايو باص كازاخستان (سيماي، كازاخستان)
- دايو باك موتورز (بي في تي.) المحدودة. (كراتشي,باكستان)
- شركة التصنيع الكولومبية (سانتا روزا, لاغونا، الفلبين)
- شركة صناعة حافلات النقل الرئيسية المحدودة (تايوان)

### الإنتاج السابق
دايو باص مصنع بوسان.

## المنتجات الحالية
حافلات النقل الكبيرة (نموذج جديد)
- FX212 Super Cruiser
- FX120 Cruising Star

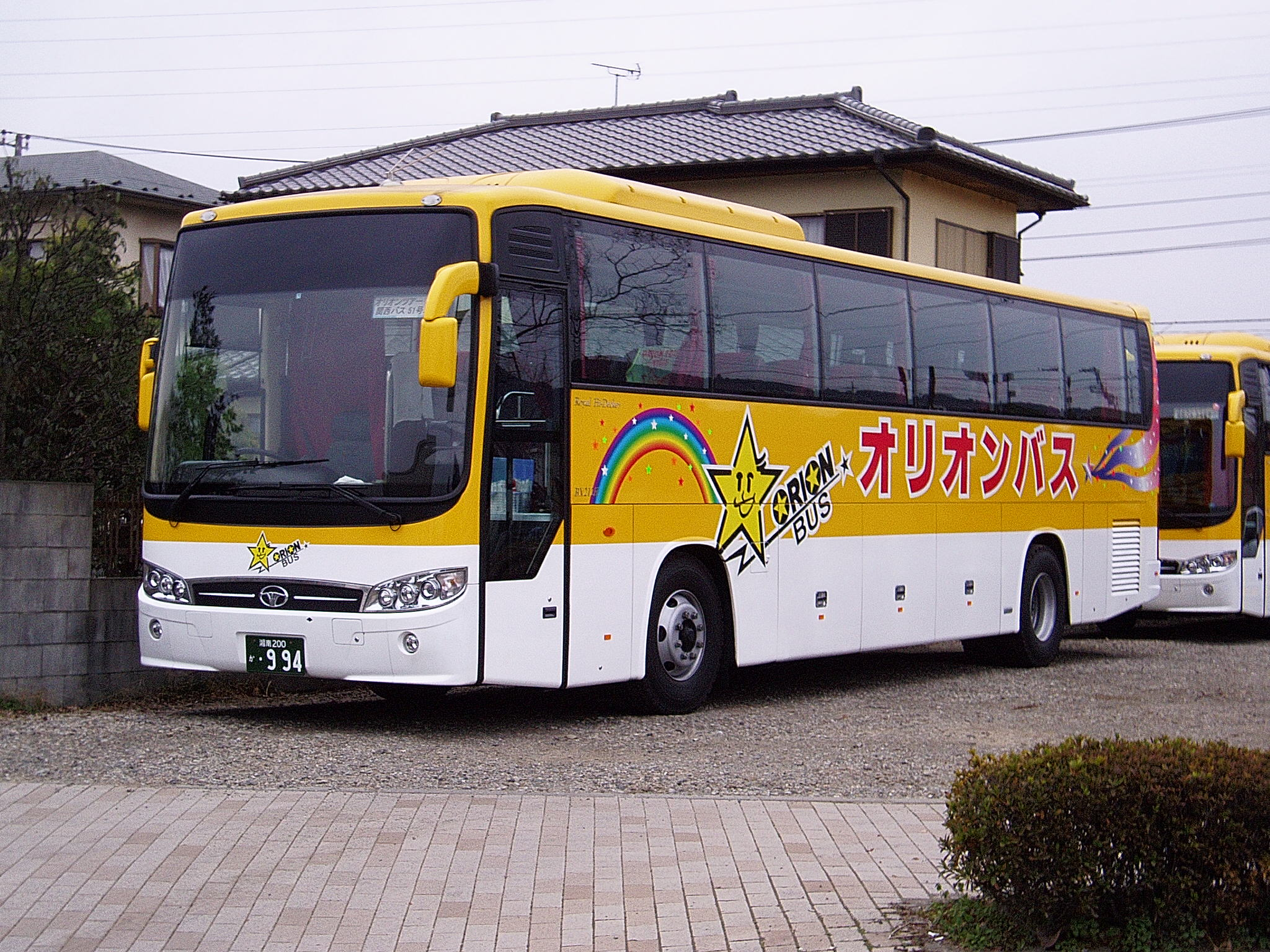
حافلة دايو BX212 for سوغيساكي كانكو باص, اليابان

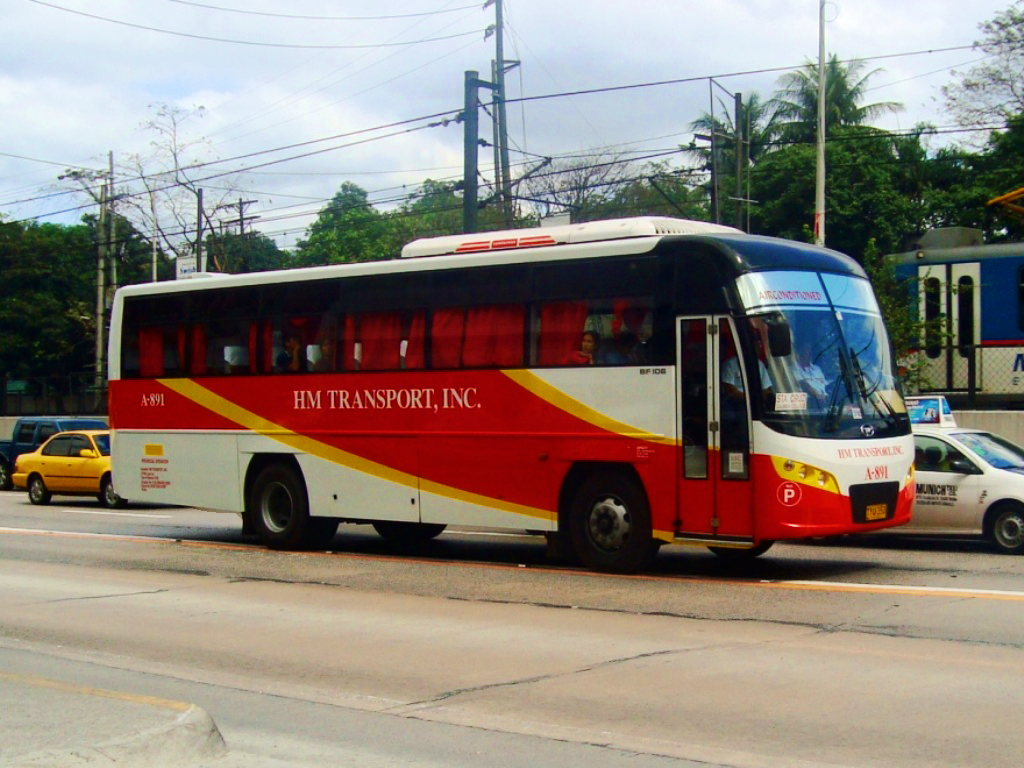
دايو بي أف106 operated by أتش أم المحدودة للنقل.

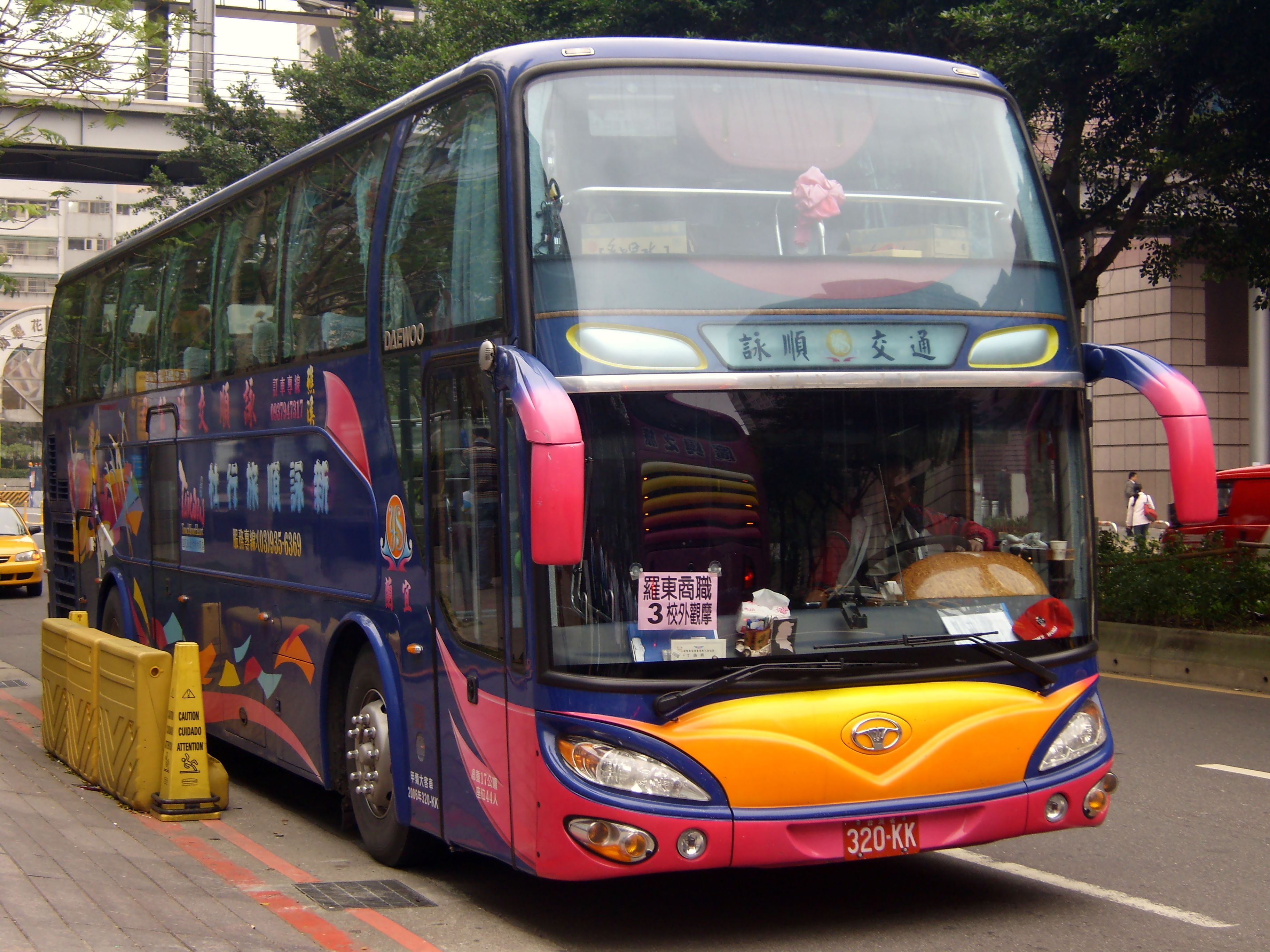
دايو بي أتش117كي حافلة من نان جيو الشركة., المحدودة في تايوان.

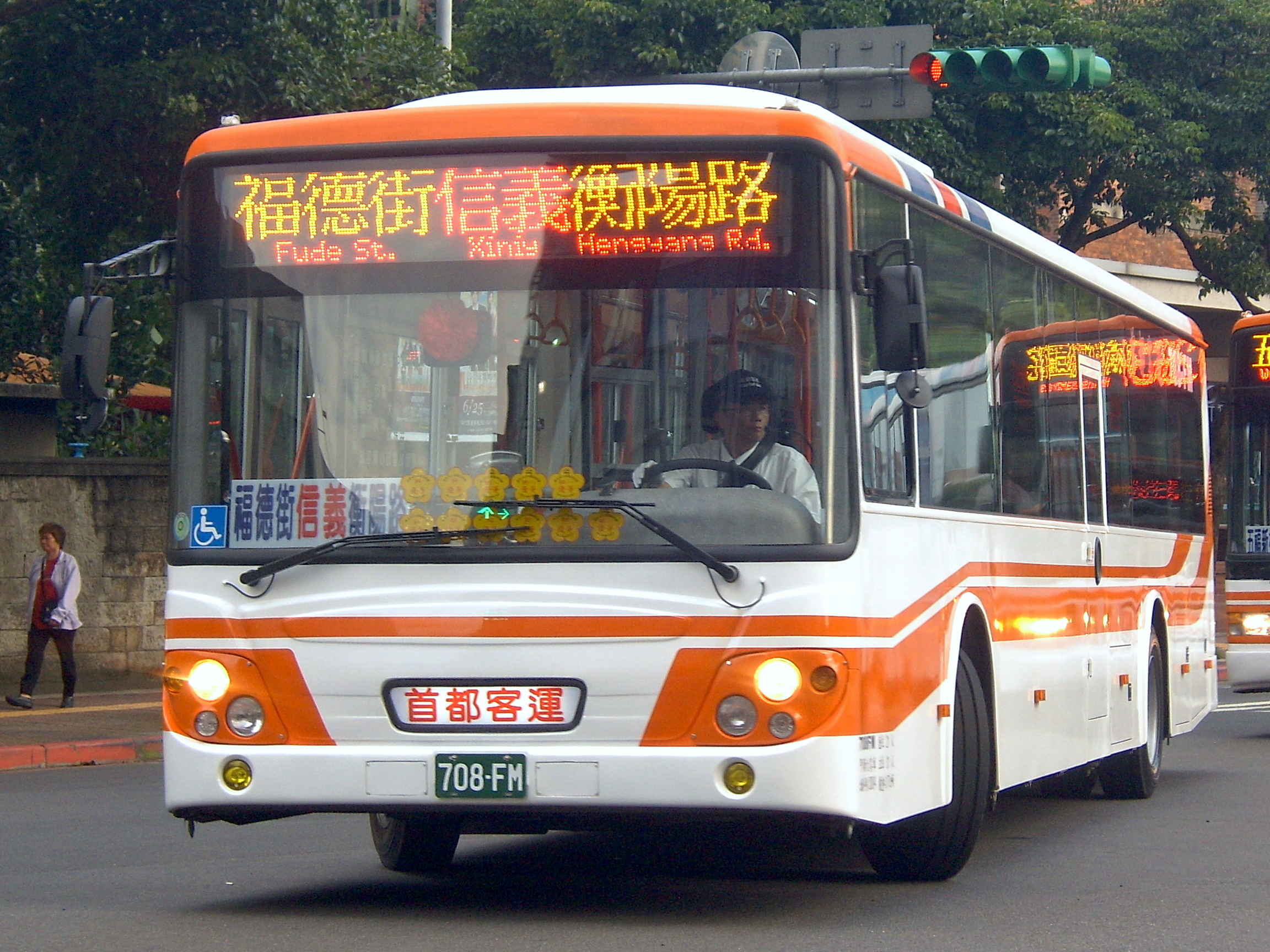
دايو بي أس120سي أن by تايوان شركة كابيتال باص

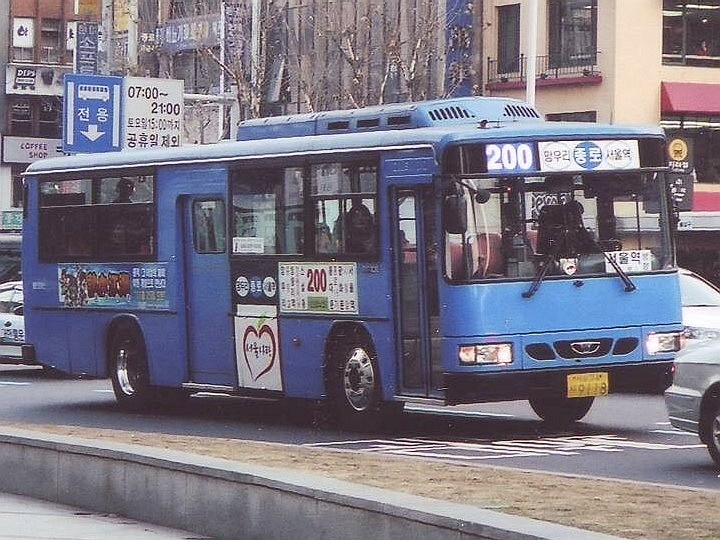
دايو بي أس106

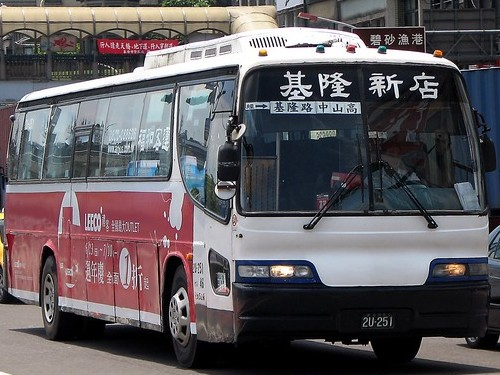
دايو بي أتش117أتش من فوهو باص

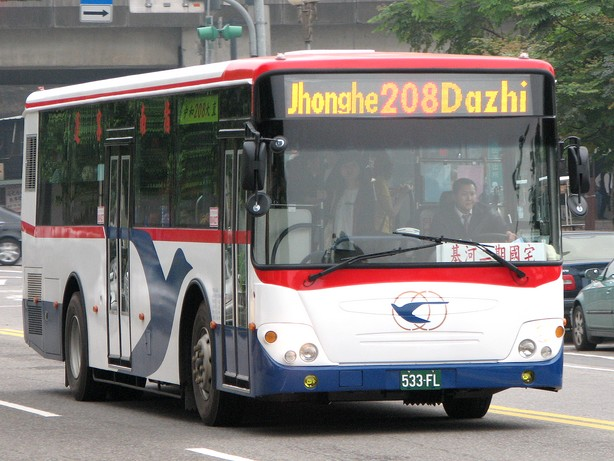
دايو بي سي211أم أي

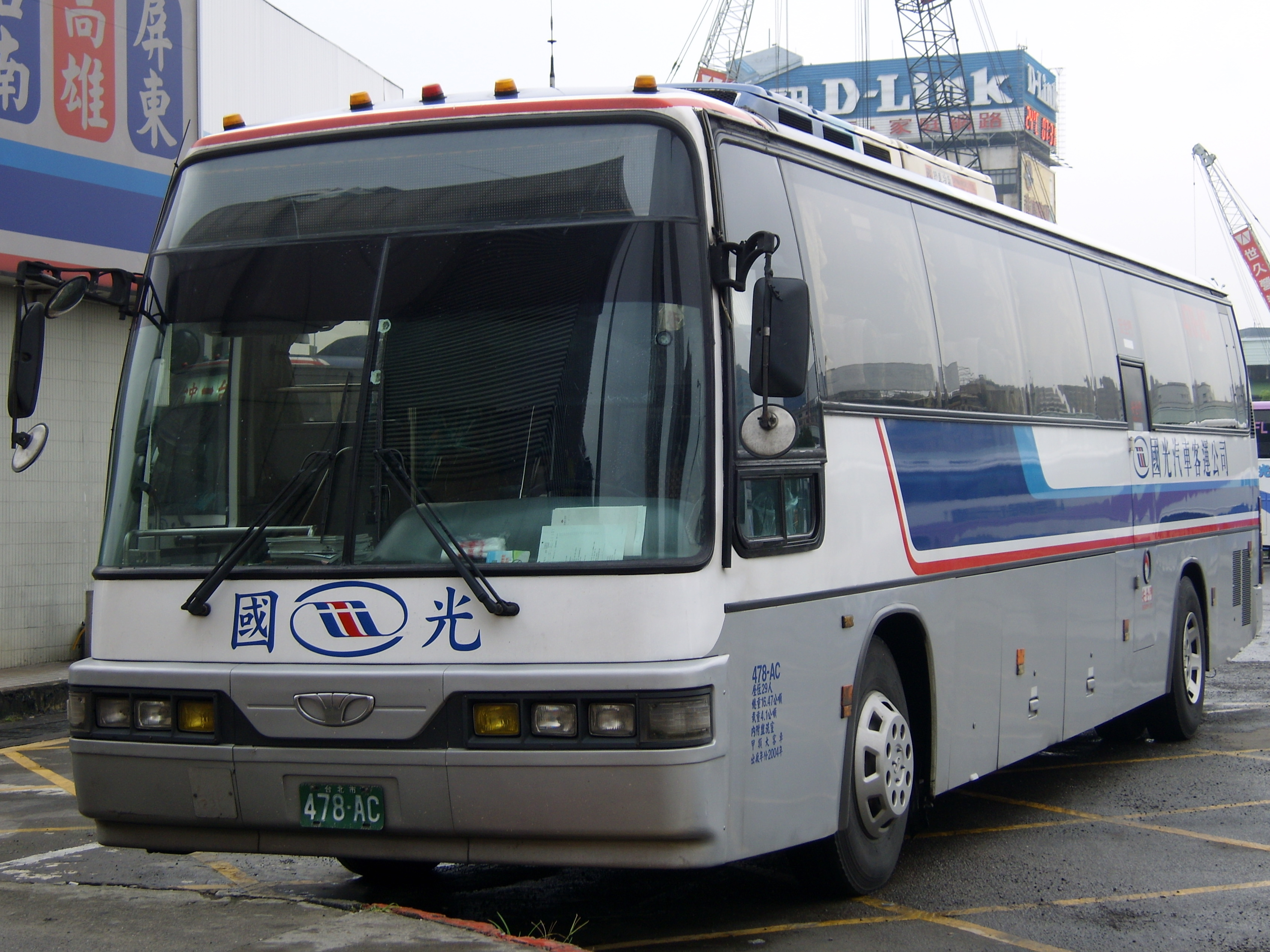
دايو بي أتش120-3تي من شركة كو-كوانغ موتور للنقل

- FX116/115 Cruising Arrow (Some of FX116 are operating as line bus in South Korea with CNG engine)
- BH120F Royal Cruiser II
- BH116 Royal Luxury II

حافلات النقل الكبيرة
- BX212H/S Royal Hi-decker
- BH120F Royal Cruiser
- BH119 Royal Special
- BH117H Royal Cruistar
- BH116 Royal Luxury
- BH115E Royal Economy
- BH115H Royal Express

حافلات النقل متوسطة الحجم
- BF106 (Front Engine/Diesel)
- BH090 Royal Star

الحافلات الطريق
- BS120CN Royal Nonstep (NGV)
- BS110CN Royal Nonstep (NGV/Diesel)
- BV120MA
- BC211M Royal Hi-city (NGV/Diesel)
- BS106/106L Royal City (NGV/Diesel)
- BS090 Royal Midi

شركة كولومبيان للتصنيع  / سانتاروزا موتور وركس
- BF106
- BV115
- BS106
- BH117H
- BS120S
- GL6127HK
- GL6128HK
- GDW6117HK
- GL6129HC
- GL6128HW
- GDW6120HG

## المنتجات السابقة

### شينجين موتور (1955~1971)[2]
- Shinjin Micro Bus (1962)
- Shinjin Light Bus (1965)
- Pioneer (1965)
- FB100LK (1966)
- B-FB-50 (1966)
- DB102L (1968)
- DHB400C (1970)
- DAB (1970)
- RC420TP (1971)

### شركة جي أم كوريا موتور  (1972~1976)[4]
- DB105LC (1972)
- BD50DL (1973)
- BLD24 (1973)
- BD098 (1976)
- BD101 (1976)
- BU100/110 (1976)

### شركة شايهان موتور (1976~1983)[5]
- BU120 (1976)
- BL064 (1977)
- BF101 (1977)
- BR101 (1980)
- BH120 (1981)
- BV113 (1982)
- BF105 (1982)

### شركة دايو موتور (الأولى, 1983~1994)
- BV101 (1983)
- BH120S (1983)
- BH115Q (1984)
- BH120H (1985)
- BS105S (1985)
- BS105 (1986)
- BU113 (1986)
- BH115H (1986)
- BF120 (1987)
- BS106 (1990)
- BH120F (1992)
- BH113 (1994)

### دايو للصناعات الثقيلة (1994~1999)
- BH117H (1995)
- BM090 (1996)
- BH116 (1997)
- BH115E (1998)

### شركة دايو موتور (الثانية, 1999~2002)
- BF106 (2001)
- BH090 (2001)
- BS090 (2002)
- BV120MA (2002)
- BS120CN (2002)

### حافلات دايو (2002~2013)
- BH119 (2003)
- BX212H/S (2004)
- BC211M (2005)
- DM 1724 urban bus
- DM 1731 suburban bus
- FX series (2007)
- BC212MA (2007)

### سانتا روزا موتور ووركس
- BS106 SR620 NV NGV (2010)

### زايل دايو باص
- lestar(2013)
- BH119 (2003)
- BX212H/S (2004)
- BC211M (2005)
- DM 1724 urban bus
- DM 1731 suburban bus
- FX series (2007)
- BC212MA (2007)